# Rocco (cognome)
Rocco è un cognome di lingua italiana.

## Varianti
Ruocco, Rocchi e Rocci.

### Alterati e derivati
Rocchelli, Rocchetti, Rocchetto, Rocchini, Roccuzzo, Rocconi, Roccon, Roccardi, Roccato e Rocchesso.

## Origini e diffusione
Deriva dal cognome medievale Rochus o Rocchus.
È stato da prima utilizzato come nome, successivamente anche come cognome, per poi diffondersi in maniera omogenea in tutta Italia e anche in parte della Francia, con le varianti Rocco, Rocchi e Rocci. Nell'area dell'hinterland napoletano è diffusa la variante Rocco e Ruocco.
Deriva dallo stesso cognome antico medievale Rochus o Rocchus, derivante dalla parola corvo, che trae a sua volta origine dalla parola di origine germanica hrok.

## Persone
- Michele Rocco – pallavolista italiano
- Nereo Rocco – allenatore di calcio e calciatore italiano
- Pasquale Domenico Rocco – allenatore di calcio e calciatore italiano